# 平川家住宅

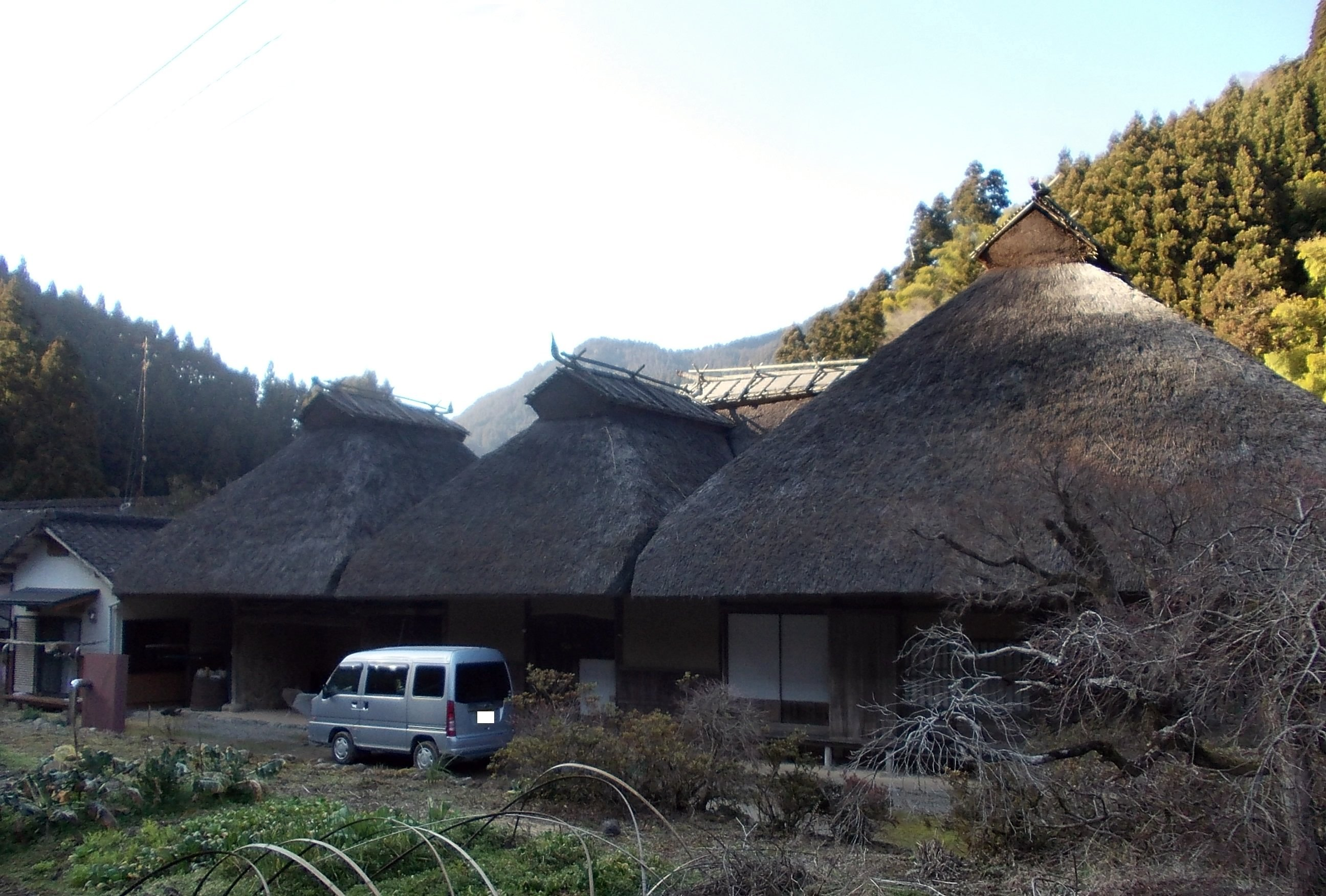
平川家住宅

平川家住宅（ひらかわけじゅうたく）は福岡県うきは市（旧浮羽郡浮羽町）にある、歴史的建造物（民家）。国の重要文化財に指定されている。

## 概要
平川家住宅は、上から見ると棟がコの字型をした「くど造り」と呼ばれる形式の民家である。くどとはかまどの意であり、家屋を正面から見たときくどの如く見えることからそう呼ばれるようになった。くど造りは筑後川流域から佐賀県にかけて見ることができる特徴的な民家の形態であり、平川家住宅はその中でもとりわけ規模の大きな家屋である。
平川家住宅を正面から見ると、寄棟造妻入りの建物3棟が並んで建っているように見える。左側が納屋、中央が土間部、右側が床上部にあたる。しかし、土間部と床上部は建築構造の点でも間取りの点でも一体であり、実際は「納屋」と「主屋」の2棟である。土間部と床上部の屋根は前述のくど造りであり、上から見るとコの字状になっている。さらに土間部の屋根と床上部の屋根の間の谷間になる部分には瓦製の雨樋があり、雨水が家屋前方に放出されるようになっている。床上部には下手（向かって左）に「ごぜん」「だいどこ」、上手（向かって右）に「ざしき」「なかなんど」「かわなんど」がある（「なんど」は寝室の意）。土間部は手前の「うちにわ」と奥の「おくにわ」に分かれ、「芋がま」や「大くど」が現在もそのまま残されている。納屋の裏側には便所と風呂場がある。風呂と言っても湯船はなく、行水であった。
屋根は土間部で2間幅、床上部で4.5間幅と異なるが、茅葺屋根の下端である軒の高さは納屋も併せて同じ高さに揃えられている。
平川家住宅の最初の建築は資料によって江戸時代中期とも後期とも言われているが、建築当初は今より規模が小さく、「ざしき」「なかなんど」「かわなんど」の部分は増築である。「ざしき」の仏壇に文政3年（1820年）の墨書があり、「ざしき」部分の増築はこの時と推定される。「なんど」部分の増築時期はさらに遅れる。納屋は明治時代の建築である。
平川家住宅は1971年（昭和46年）6月22日に、主屋と納屋が国の重要文化財に指定された。現在も住居として利用されているが、見学することができる。
また当物件を含む新川田篭集落は隈上川に面した谷沿いに茅葺き民家が並ぶ景観が特徴的で、2012年に国の重要伝統的建造物群保存地区に選定されている。

## 建築概要
- 主屋
  - 正面14.9m、側面10.0m、コの字形寄棟造、茅葺、妻入り。構造的には桁行14.9m×梁間6.0mの主体部の前面左右に2つの突出部を設けた形になる。
- 納屋
  - 桁行5.9m、梁間3.9m、寄棟造、妻入、茅葺

## 見学情報

### 所在地
〒839-1414福岡県うきは市浮羽町田篭388-1

### アクセス
- JR久大本線うきは駅からタクシーで20分。
- 大分自動車道杷木インターチェンジより14㎞。

### 公開状況
- 外観の見学は自由。（現在も住居として使用されているので注意。）